# André Parrot
André Parrot (ur. 15 lutego 1901 w Désandans, zm. 24 sierpnia 1980 w Paryżu) – francuski archeolog, prowadził wykopaliska na terenie Iraku i Syrii, odkrywca starożytnego miasta Mari.

## Życiorys
André Parrot urodził się w rodzinie pastora luterańskiego 15 lutego 1901 roku w Désandans. Studiował teologię, by zostać pastorem. Podjął również studia z zakresu historii sztuki i jego nauczyciele – orientaliści Adolphe Lods (1867–1948) w École du Louvre oraz René Dussaud (1868–1958) we Francuskiej Szkoły Biblijnej i Archeologicznej w Jerozolimie – zaszczepili w nim zainteresowanie Bliskim Wschodem.
Parrot został wkrótce asystentem przy wykopaliskach a następnie współpracownikiem Henriego de Genouillaca (1881–1940) przy pracach prowadzonych w Tello  w Iraku – zidentyfikowanym jako starożytne miasto Girsu. Brał udział w wielu ekspedycjach francuskich na tereny Mezopotamii. W latach 1931–1933 prowadził wykopaliska w Tello.
W 1933 roku krótko pracował na stanowisku Tell Senkereh w południowym Iraku, gdzie odkryto starożytne miasto-państwo Larsa. W tym samym roku rozpoczął prace na stanowisku w Tall al-Ḥarīrī, które zidentyfikował jako starożytne Mari. W 1935 roku odkrył pozostałości pałacu królewskiego amoryckiego władcy Mari – Zimri-Lima z XVIII w. p.n.e. W Tall al-Ḥarīrī odkryto również ślady budowli z 3500 p.n.e. oraz gliniane tabliczki z pismem klinowym z XIX–XVIII w. p.n.e.
W 1937 roku Parrot został wicekuratorem Luwru i zaczął prowadzić zajęcia dydaktyczne w École du Louvre, gdzie wykładał przez trzydzieści lat. W 1946 roku objął stanowisko głównego kuratora francuskiego muzeum narodowego i przeprowadził reorganizacje zbiorów starożytnych artefaktów z Bliskiego Wschodu w Luwrze. W 1965 roku został głównym inspektorem muzeum, a w latach 1969–1972 był jego dyrektorem.
Parrot zmarł w 1980 roku w Paryżu.

## Nagrody i członkostwa
- Członek Académie des Inscriptions et Belles-Lettres